# Dysdera hirsti
Dysdera hirsti là một loài nhện trong họ Dysderidae.
Loài này thuộc chi Dysdera. Dysdera hirsti được J. Denis miêu tả năm 1945.